# Clemensberg
Der Clemensberg bei Hildfeld im Hochsauerland ist ein (einschließlich Abraumaufschüttung) gut 840 m ü. NHN hoher Berg des Rothaargebirges im nordrhein-westfälischen Hochsauerlandkreis. Der ursprüngliche Bergname – Die Steinert – ist noch als Flurbezeichnung erhalten. Am Berg liegt der Steinbruch Clemensberg.

## Geographie

### Lage
Der Clemensberg liegt im Nordteil des Rothaargebirges östlich des oberen Ruhrtals, dessen Sohle fast 300 Meter tiefer liegt. Knapp außerhalb des Naturparks Sauerland-Rothaargebirge erhebt sich sein Gipfel direkt nördlich von Hildfeld, etwa 3 km östlich von Niedersfeld (beides Stadtteile von Winterberg), 5 km südsüdwestlich des Kernorts der nordhessischen Gemeinde Willingen und 2,5 km (je Luftlinie) östlich des bei Niedersfeld gelegenen Hillestausees. Sein Bergrücken verläuft in Südsüdwest-Nordnordost-Richtung.

Auf dem sanft nach Norden abfallenden Hang des Clemensbergs erstreckt sich die unter Naturschutz stehende Hochheidelandschaft Neuer Hagen (auch Niedersfelder Hochheide genannt). In deren östlichem Teil liegt die Hoppeckequelle, und am Ostabfall des Bergmassivs entspringt die Itter. Weil der Clemensberg im Wesentlichen von einem über 100 m mächtigen Diabas-Lagergang aufgebaut ist, befindet sich an der steilen Südwestflanke des Härtlings ein Diabas-Steinbruch. An der Südflanke wurde ein etwa 500 m langer Skilift errichtet, dessen Skipiste nach Hildfeld führt. Westlich davon ist noch ein Triftweg erhalten, über den einst das Vieh von Hildfeld zur Waldweide und zur Hochheide getrieben wurde. 
Zu den Nachbarbergen des Clemensbergs gehören Langenberg (843,2 m) im Norden, Hegekopf (842,9 m) im Nordosten, Hopperkopf (832,3 m) im Ostsüdosten und Rimberg (764,5 m) im Westsüdwesten.

### Naturräumliche Zuordnung
Der Clemensberg gehört in der naturräumlichen Haupteinheitengruppe Süderbergland (Nr. 33) in der Haupteinheit Rothaargebirge (mit Hochsauerland) (333) und in der Untereinheit Winterberger Hochland (333.5) zum Naturraum Langenberg (333.58). Die Landschaft fällt nach Süden in den Naturraum Harfeld (333.56) ab und nach Westen in den Naturraum Nordheller Höhen (333.57).

### Berggipfel und Bergkreuz
Der Berg war früher 839,2 m hoch. Jedoch wurde sein ehemaliger Gipfel (⊙) und werden Großteile des Berges im Rahmen des Diabas-Abbaus im Steinbruch Hildfeld der Mitteldeutsche Hartstein-Industrie abgetragen, so dass sein höchster unveränderter Teil aktuell – ostnordöstlich des Steinbruchs − nur noch etwa 837 m Höhe aufweist. Der im Rahmen des Rekultivierungsplans aus Abraummaterial neu entstehende höchste Punkt misst derzeit gut 840 m.
Auf einer Klippe 60 m südöstlich des ursprünglichen Berggipfels stand seit 1946 das Gipfelkreuz Clemensberg aus Holz, das von einem Einwohner von Hildfeld gestiftet worden war. Er war im Zweiten Weltkrieg in Italien als Soldat gewesen und hatte dort gelobt, dass er, würde er lebend nach Hause zurückkehren, auf dem Clemensberg ein Gipfelkreuz errichten wolle. Nach der Abtragung des Gipfels wurde das Kreuz neu aufgestellt: Es steht nun etwa 450 m westlich des ehemaligen Gipfels und 60 m südöstlich eines auf 835 m Höhe befindlichen Wegabzweigs auf etwa 820 m (⊙) Höhe – exponiert auf einer rekultivierten Abraumkuppe. 170 m nordwestlich des Abzweigs liegt eine weitere, 825,5 m hohe Kuppe.
Im Jahr 2019 wurde eine LED-Beleuchtung am Gipfelkreuz installiert.

## Wandern und Aussichtsmöglichkeit
Nördlich vorbei am Berggipfel des Clemensbergs und am Bergkreuz verläuft – zwischen der westlich stehenden Rothaarsteighütte und der östlich befindlichen Grenze zu Hessen – mit dem Rothaarsteig ein auch durch den Neuen Hagen führender Fernwanderweg. Der Berg ist – neben dem 841,9 m hohen Kahlen Asten – einer der wenigen großenteils waldlosen und deshalb aussichtsreichen Gipfel des Rothaargebirges. Vom Bergkreuz kann man die Aussicht vor allem in Richtung Südwesten genießen, über den Naturraum Harfeld hinweg zum Rothaarkamm, dem langgestreckten Hauptkamm des Gebirges.

Blick vom Gipfel nach Süden auf Hildfeld und über die Winterberger Hochfläche zum Rothaar-Kamm mit dem Kahlen Asten (2024)
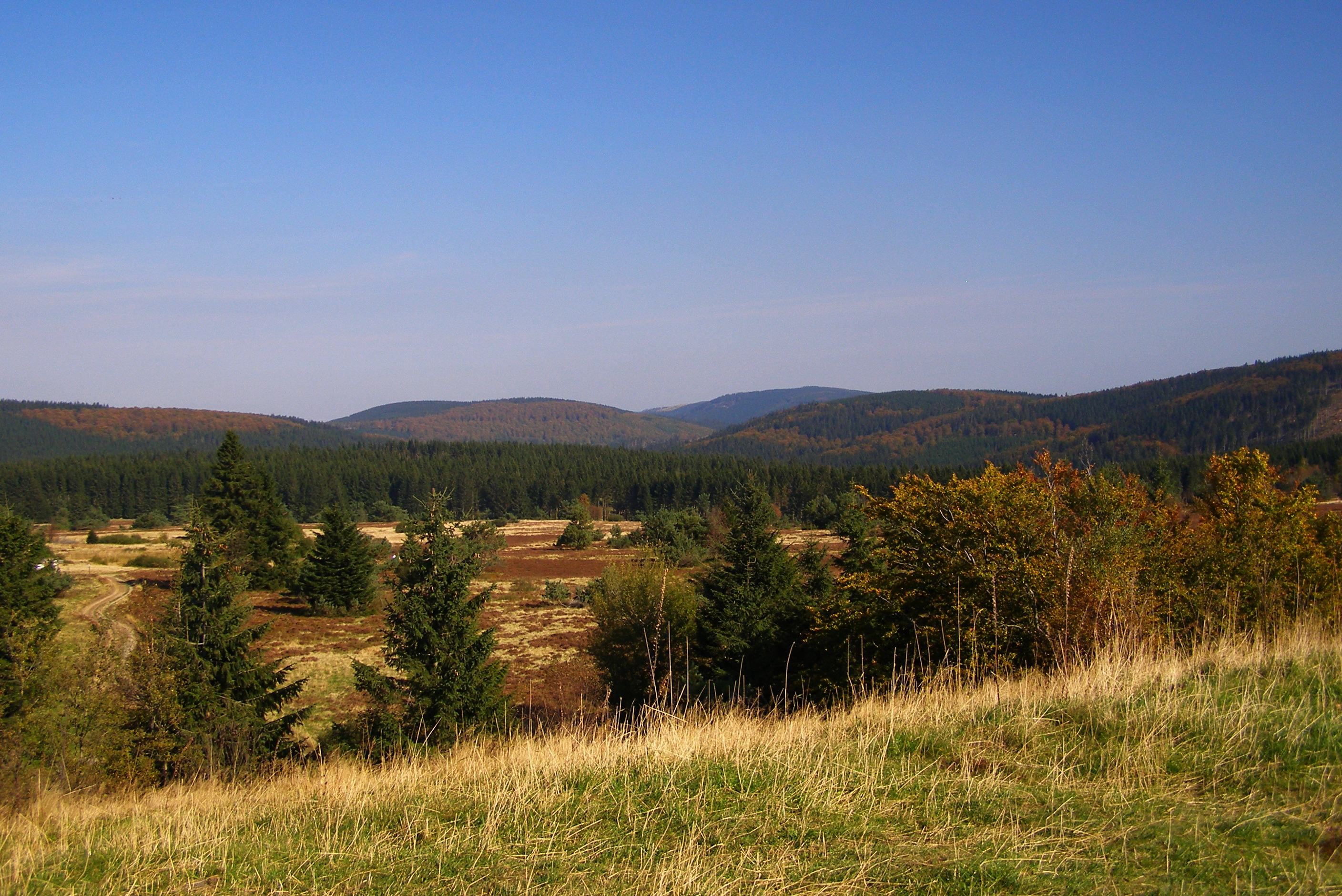
Blick vom Clemensberg nach Norden auf die Hochheide Neuer Hagen (Niedersfelder Hochheide) (2007)
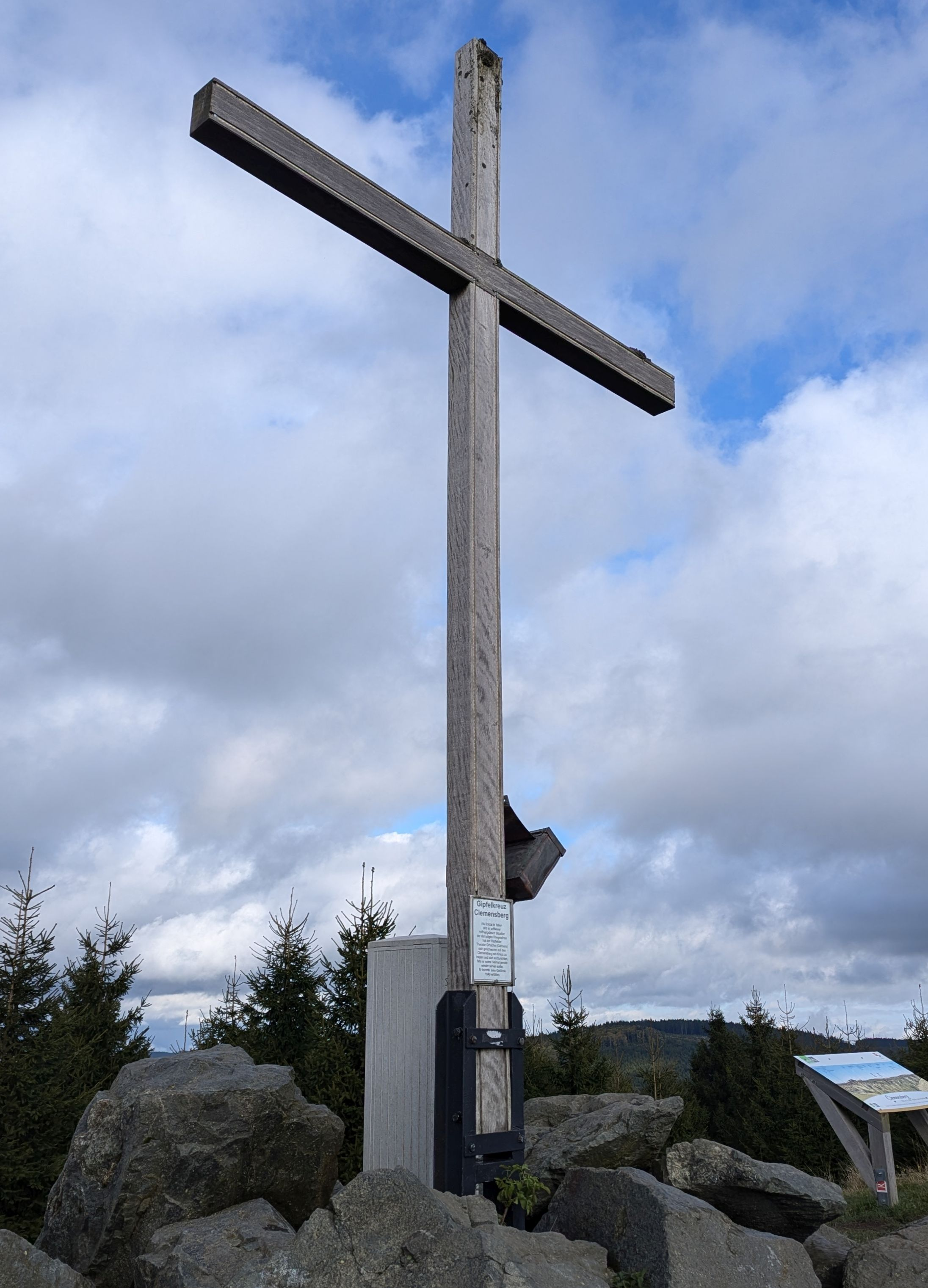
Gipfelkreuz im Oktober 2024